# Stade de Suisse
O Stade de Suisse, Wankdorf é um estádio de futebol localizado em Berna, na Suíça. É o segundo maior estádio do país e casa do time BSC Young Boys.
Inaugurado em 30 de julho de 2005, foi construído no lugar do antigo Estádio Wankdorf, palco da Copa do Mundo de 1954. Tem capacidade para 32.000 torcedores e conta com um sistema de painéis solares que gera 700.000 kWh.
Na primeira partida, realizada em 16 de julho de 2005 (considerada como teste de infra-estrutura), 14.000 torcedores viram o BSC Young Boys perder para o Olympique Marseille por 3 a 2.
Foi uma das sedes do Campeonato Europeu de Futebol de 2008, hospedando três partidas da fase de grupos.

## Uefa Euro 2008
| Data          | Tempo | Equipa  | Resultado | Equipa  | Fase    | Espetadores |
| ------------- | ----- | ------- | --------- | ------- | ------- | ----------- |
| 9 Junho 2008  | 20:45 | Holanda | 3–0       | Italia  | Group C | 30,777      |
| 13 Junho 2008 | 20:45 | Holanda | 4–1       | França  | Group C | 30,777      |
| 17 Junho 2008 | 20:45 | Holanda | 2–0       | Roménia | Group C | 30,777      |

## Jogos Internacionais
| Data              |            | Resultado |               | Competição                                                     |
| ----------------- | ---------- | --------- | ------------- | -------------------------------------------------------------- |
| 8 Outubro 2005    | Suiça      | 1–1       | França        | Eliminatórias da Copa do Mundo FIFA de 2006 - Europa           |
| 12 Novembro 2005  | Suiça      | 2–0       | Turquia       | Eliminatórias da Copa do Mundo FIFA de 2006 - Europa           |
| 29 Fevereiro 2012 | Suiça      | 1–3       | Argentina     | Amistoso                                                       |
| 30 Maio 2012      | Espanha    | 4–1       | Coreia do Sul | Amistoso                                                       |
| 15 Agosto 2012    | Inglaterra | 2–1       | Italia        | Amistoso                                                       |
| 12 Outubro 2012   | Suiça      | 1–1       | Noruega       | Eliminatórias da Copa do Mundo FIFA de 2014 - Europa (Grupo E) |
| 6 Setembro 2013   | Suiça      | 4–4       | Islândia      | Eliminatórias da Copa do Mundo FIFA de 2014 - Europa (Grupo E) |
| 15 Outubro 2013   | Suiça      | 1–0       | Eslovênia     | Eliminatórias da Copa do Mundo FIFA de 2014 - Europa (Grupo E) |